# Couvent des Filles-Anglaises (fossés Saint-Victor)
Pour les articles homonymes, voir Couvent des Filles-Anglaises.
Le couvent des Filles-Anglaises des fossés-Saint-Victor est un ancien couvent de religieuses augustines créé en 1638, situé fossés Saint-Victor (actuelle rue du Cardinal-Lemoine). Il ne doit pas être confondu avec le couvent des Filles-Anglaises du faubourg-Saint-Marcel.

## Historique

### XVIIesiècle
Le 20 décembre 1638, une communauté de religieuses venues d'Angleterre acheta quatre maisons contiguës dans la rue des Fossés-Saint-Victor. Ce groupe de bâtiments était situé à égale distance de la porte Saint-Victor et de la porte Saint-Michel, sur l'un des points les plus élevés de la contrescarpe des remparts construits en 1208 par Philippe-Auguste. La rue suivait la trace de l'ancien fossé, et côtoyait la pente orientale de la montagne de Sainte-Geneviève, le Mons Lucotitius de l'époque gallo-romaine. Le sol n'était guère formé que de décombres entassés sur des décombres. Vers 1860, le tracé de la rue Monge, prenant en écharpe les jardins du monastère, mettra à découvert, par les déblaiements, une partie notable des ruines de l'amphithéâtre de Lutèce amoncelées par les Goths et les Alamans.

### XVIIIesiècle
À l'automne 1793, les bonnes sœurs furent incarcérées chez elles comme Anglaises et comme religieuses. Elles avaient été dénoncées comme suspectes et recélant des prêtres insermentés dans leur maison. On leur adjoignit bientôt une compatriote, Miss Betty Edgeworth de Firmont, la sœur de l'abbé qui avait accompagné Louis XVI jusqu'au pied de l'échafaud pour lui prodiguer les secours de la religion. L'endroit devint dès lors une prison pour femmes "suspectes d'être suspectes".
Dans un souci de rationalité, on leur envoya d'autres Anglaises, dont la marquise de Chatellux, née Plunkett, puis des Françaises, par manque de place. On y vit la marquise de Mirabeau, mère du célèbre orateur, qui échappa à la guillotine pour mourir bientôt dans la misère ; la ci-devant marquise de Champcenetz, belle-mère du spirituel journaliste royaliste de ce nom condamné par le Tribunal révolutionnaire au mois de juillet ; Louise et Émilie Contat, célèbres actrices de la Comédie-Française, qui durent leur salut à la destruction de leur dossier par Charles de La Buissière ; Marie-Aurore, fille naturelle de Maurice, comte de Saxe, et de Marie Rinteau, veuve de Dupin de Francueil, et future grand-mère de George Sand.
Huit pensionnaires furent guillotinées à cause de faits reprochés à leurs mari, père ou oncle, parmi lesquelles :
- Marie-Louise de Laval-Montmorency, abbesse de Montmartre, âgée de soixante-douze ans, accusée d'avoir voulu s'enfuir par la fenêtre ;
- Anne Alexandrine Rosalie de La Rochefoucauld-Doudeauville, comtesse de La Rochefoucauld-Durtal ;
- Antoinette-Thérèse de Lamoignon de Malesherbes, fille du célèbre avocat de Louis XVI, dont on exécuta la famille entière ;
- Anne-Thérèse Le Peletier de Rosanbo, femme d'un membre éminent du parlement de Paris ;
- Françoise-Pauline de Roye, femme de Louis-Antoine de Gontaut, duc de Biron, pair et premier maréchal de France ;
- Amélie de Boufflers, femme d'Armand-Louis de Gontaut Biron, neveu du maréchal.

Après thermidor, on fit de ce couvent une sorte de prison pour bonnes sœurs chassées de leurs communautés. La liberté leur fut enfin accordée le 7 février 1795. Elles s'aperçurent alors que leur église avait été vandalisée, statues et tableaux détruits, et tous les objets de valeur volés.

### XIXesiècle
En avril 1862, après l’expropriation de leur couvent de la rue des Fossés Saint-Victor à Paris, la congrégation enseignante des Dames Augustines anglaises s’installa à Neuilly-sur-Seine, sur le boulevard Eugène, aujourd’hui boulevard Victor Hugo.[réf. nécessaire]

## Galerie

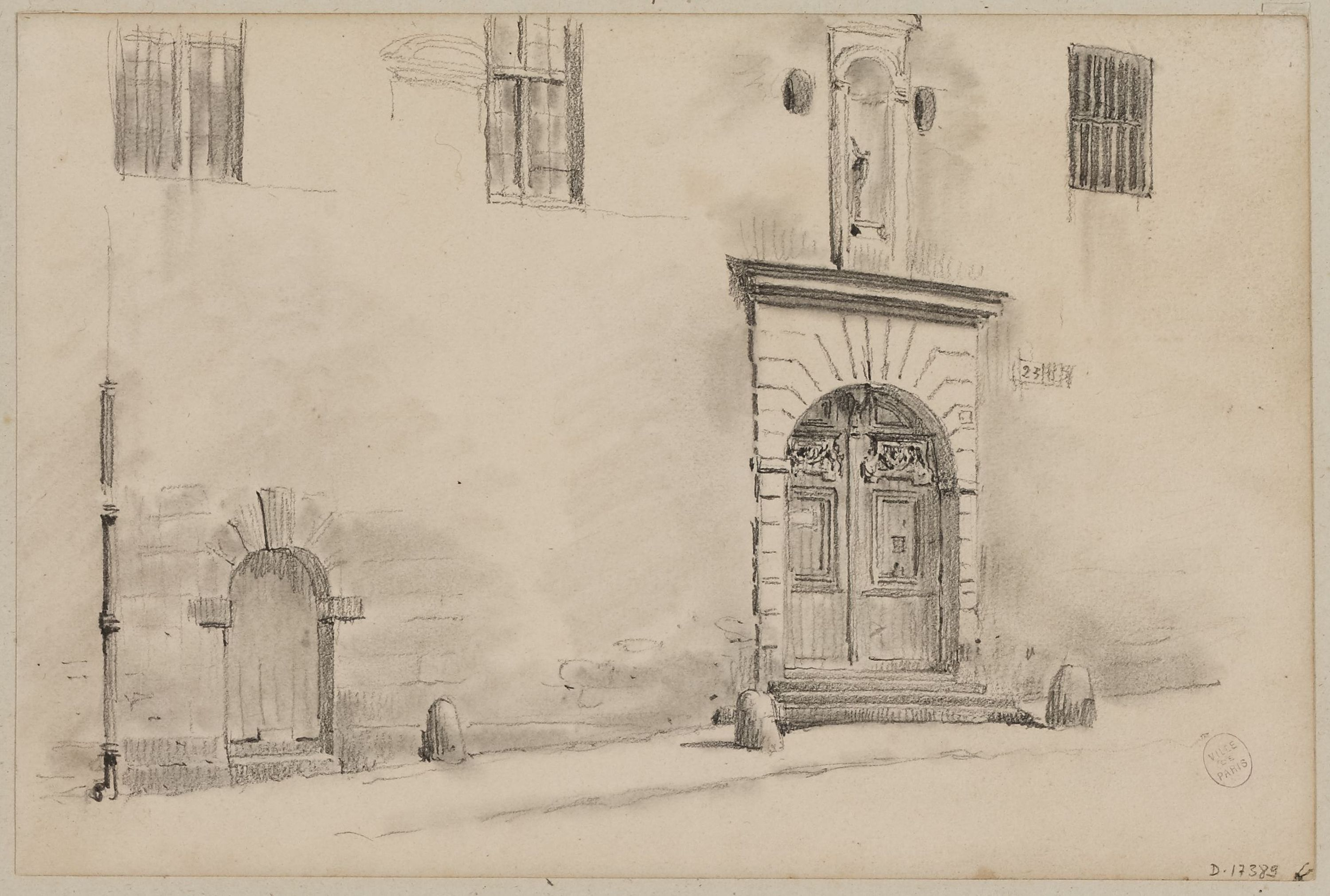
Entrée du couvent sur la rue des Fossés-Saint-Victor.
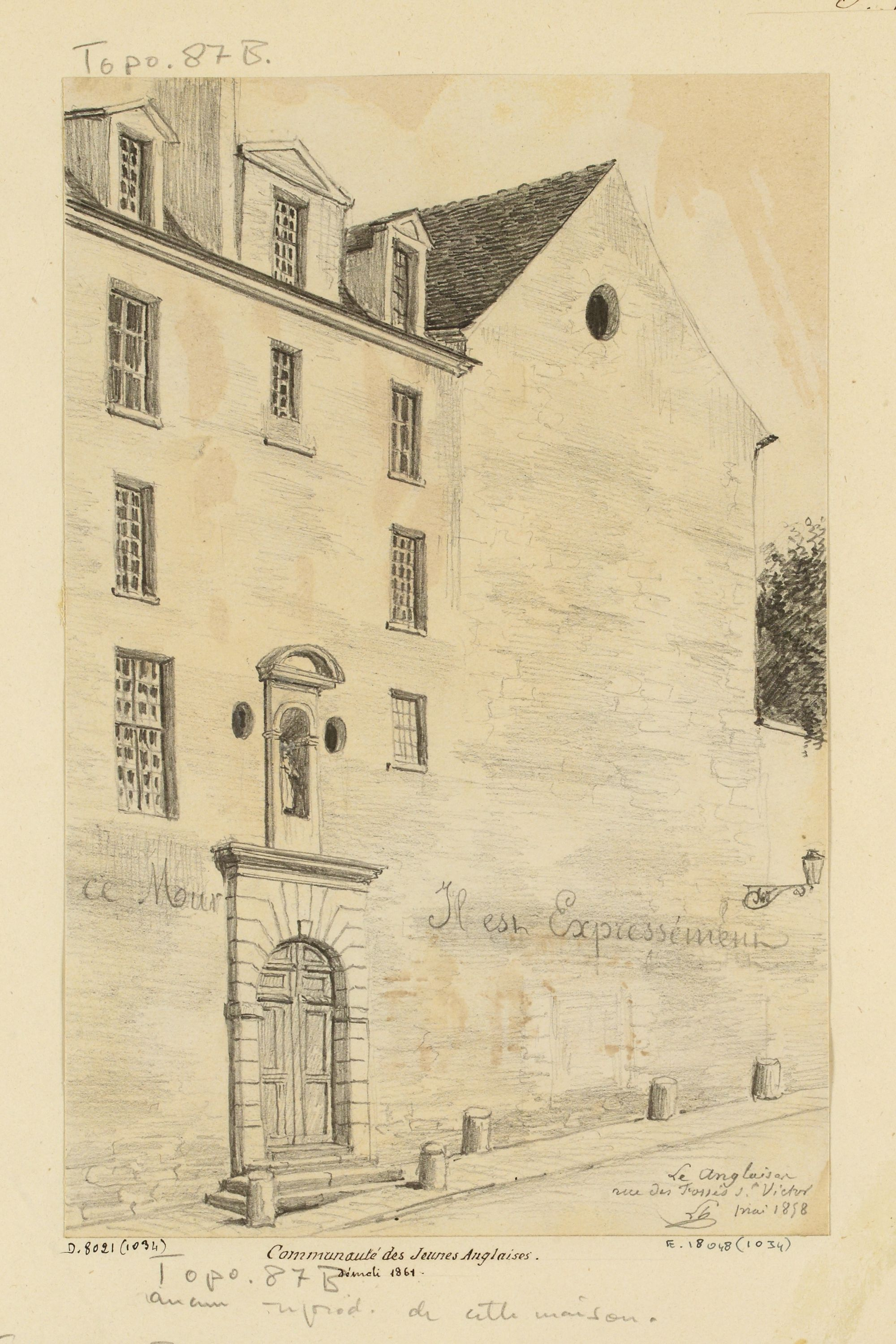
La même entrée en 1858, juste avant sa destruction.
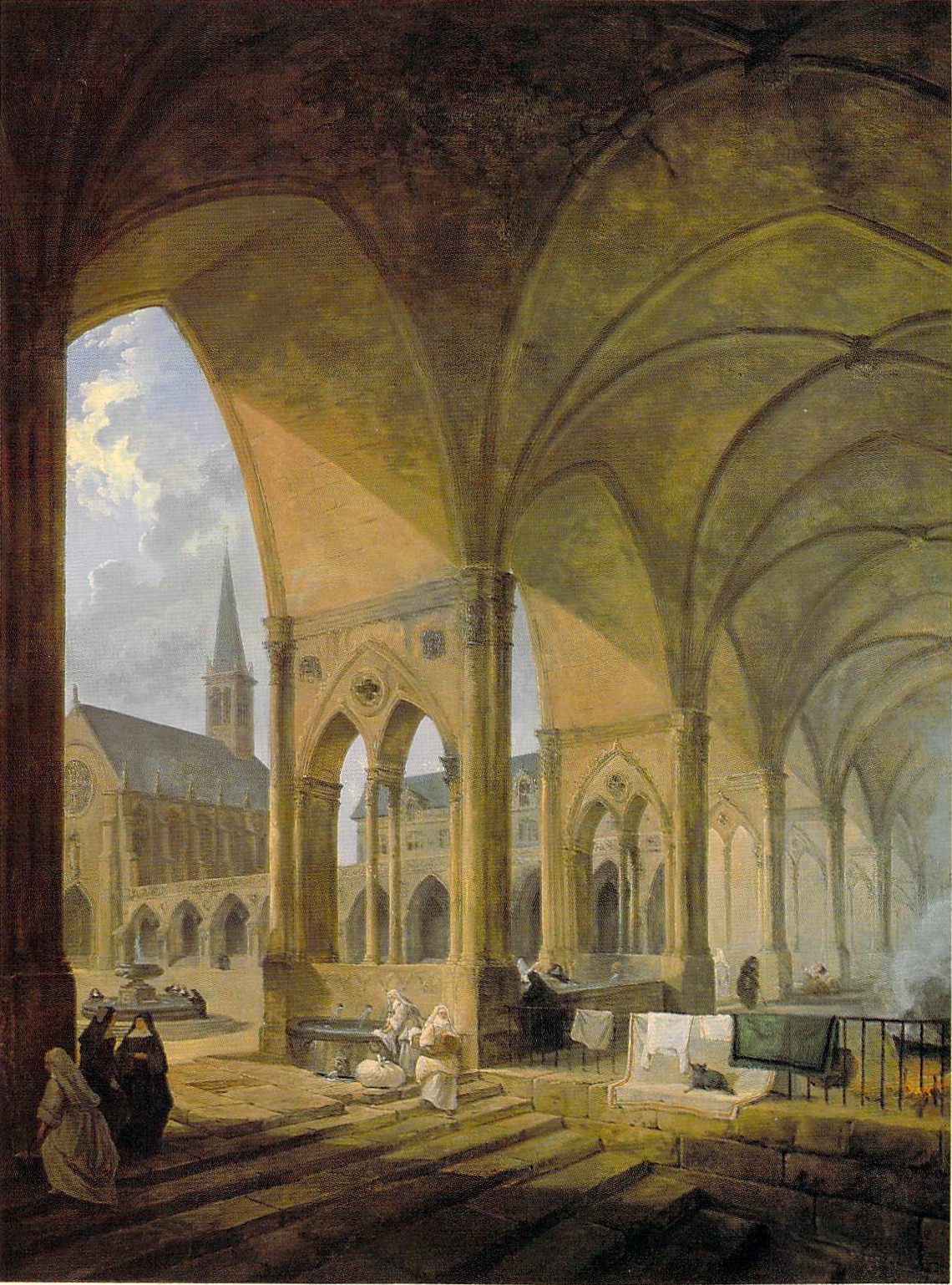
Vue du cloître par Hubert Robert.
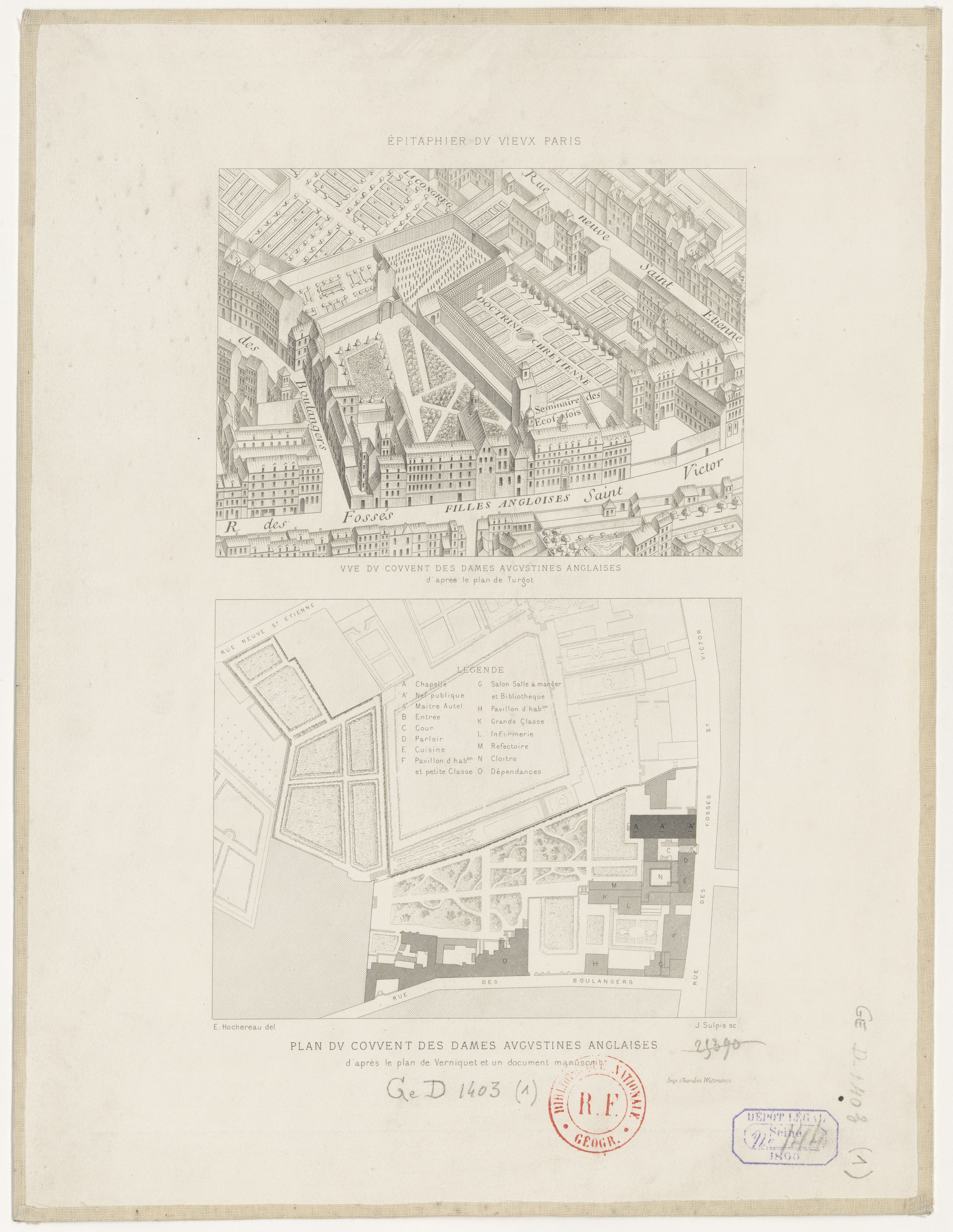
Vue et plan du couvent avant la Révolution.

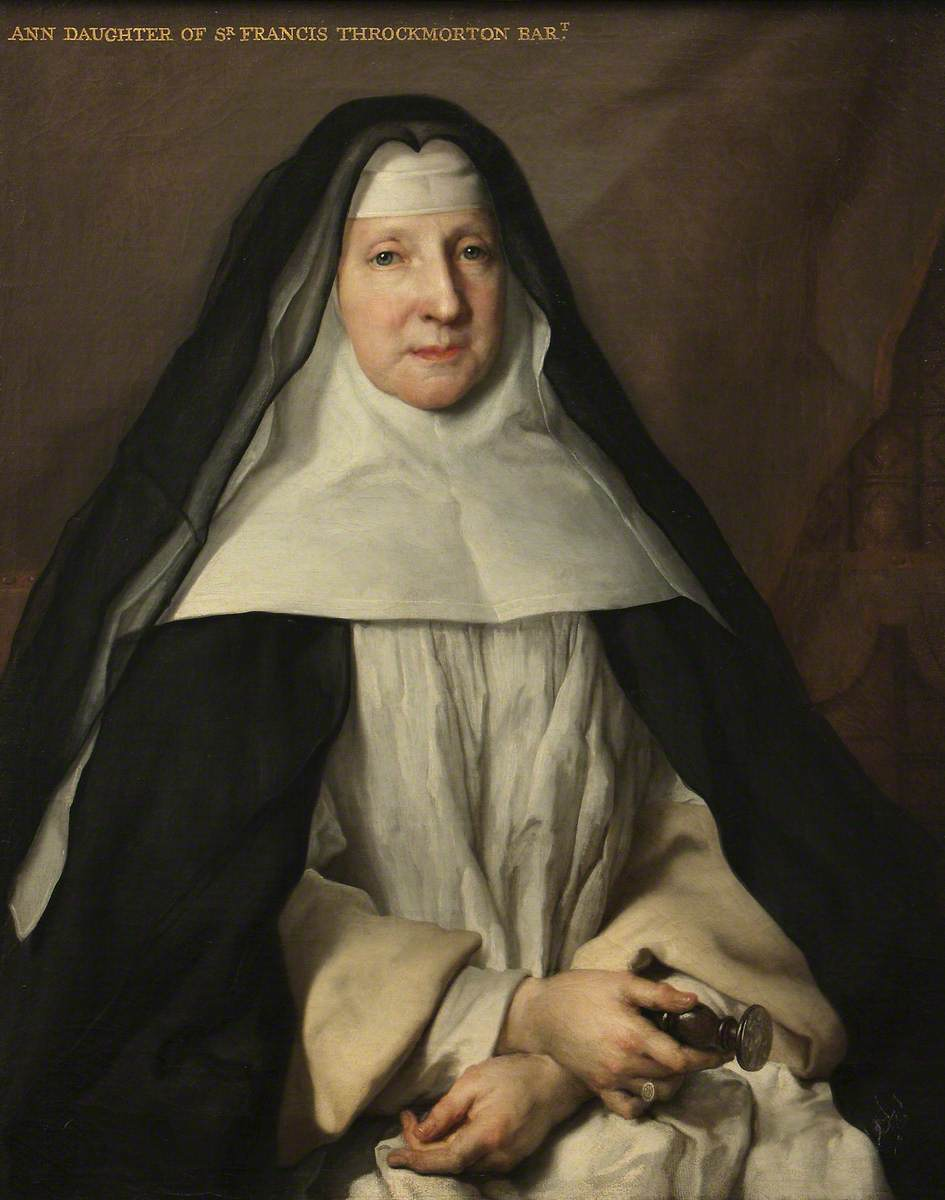
Anne Frances Throckmorton (1664–1734), prieure.
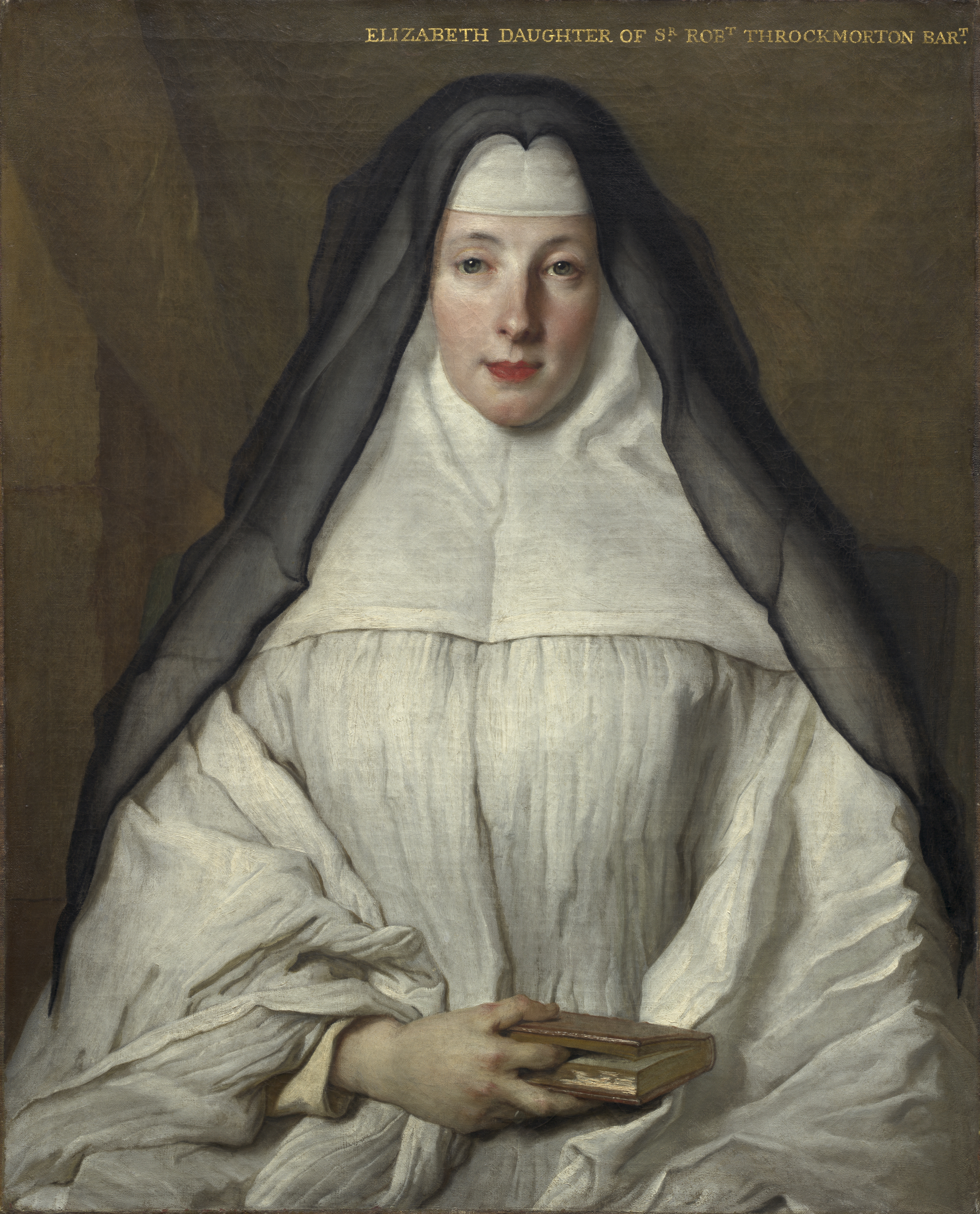
Elizabeth Throckmorton (v.1694-1760), prieure.
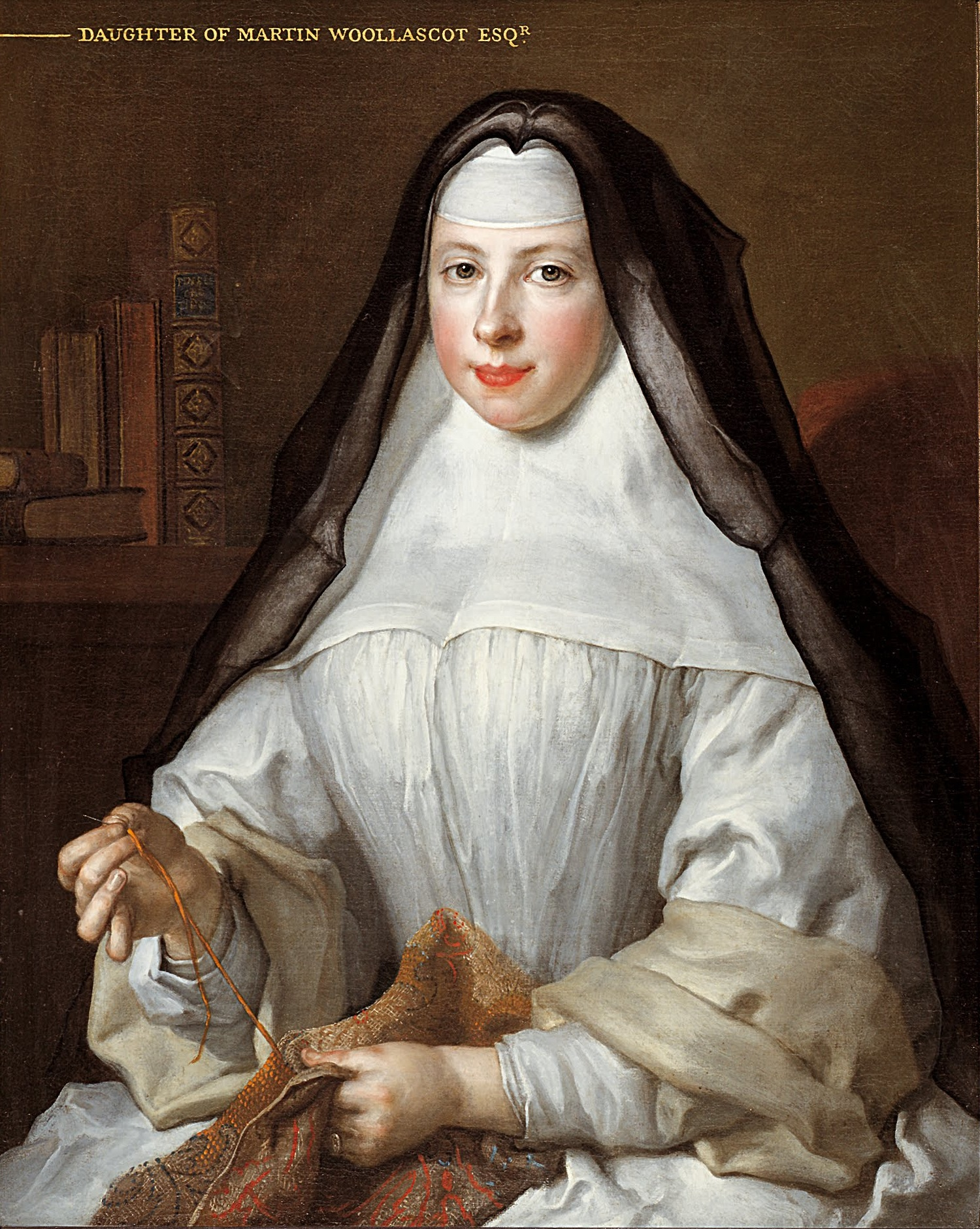
Frances Woollascott, religieuse.
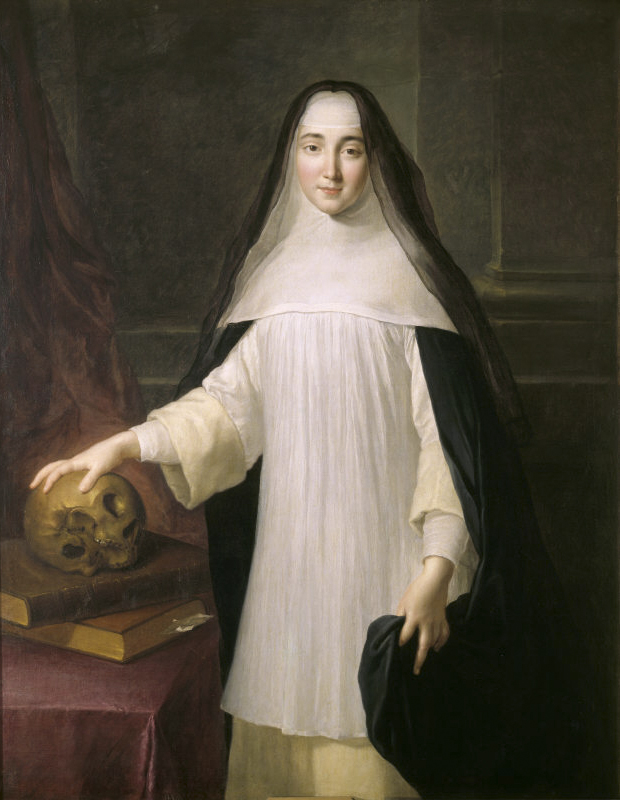
Winifred Cufaude, religieuse.

## Anciens élèves
- George Sand
- Apollonie de Bruges
- Angèle Delasalle